# Ушаков, Николай Никитович
Николай Никитович Ушаков (14 сентября 1924, Петровск, Саратовская губерния — 28 июня 2002, Санкт-Петербург) — старший разведчик 313-го гвардейского артиллерийского полка гвардии ефрейтор — на момент последнего представления к награждению орденом Славы 1-й степени.

## Биография
Родился 14 сентября 1924 года в городе Петровск (ныне — Саратовской области). Образование среднее.
В декабре 1942 года был призван в Красную Армию Петровским райвоенкоматом. С апреля 1943 года участвовал в боях с захватчиками. Воевал на Западном, Брянском, Белорусском и 1-м Украинском фронтах. К лету 1944 года воевал разведчиком 313-го гвардейского артиллерийского полка 121-й гвардейской стрелковой дивизии.
26 июля 1944 года в боях за город Ярослав гвардии красноармеец Ушаков, находясь в боевых порядках пехоты, установил и передал координаты огневых средств противника. В результате артиллерийским огнём были уничтожены 4 пулемета, подавлен огонь 2 артиллерийских и 3 минометных батарей противника, уничтожено более 30 противников. В бою взял в плен вражеского солдата.
Приказом по частям 121-й гвардейской стрелковой дивизии от 19 августа 1944 года гвардии красноармеец Ушаков Николай Никитович награждён орденом Славы 3-й степени.
В период боев 12-29 января 1945 года гвардии красноармеец Ушаков, как разведчик-наблюдатель, все время находился на передовом наблюдательном пункте. 14 января в районе города Кельце выявил в тылу противника скопление его живой силы и боевой техники и передал координаты командованию. Массированным артиллерийским огнём противнику был нанесен большой урон. 24 января из личного оружия уничтожил 15 противников. Был вновь представлен к награждению орденом Славы 3-й степени.
Приказом по частям 121-й гвардейской стрелковой дивизии от 5 февраля 1945 года гвардии красноармеец Ушаков Николай Никитович награждён орденом Славы 3-й степени.
В наступательных боях 19-20 апреля 1945 года гвардии ефрейтор Ушаков находился непосредственной в боевых порядках пехоты, корректируя огонь батарей. По его целеуказаниям были уничтожены бронетранспортер, 2 артиллерийских орудия и 4 пулеметные точки противника. 26 апреля в бою за город Виттенберг по его целеуказаниям были разбиты 11 домов с засевшими в них гитлеровцами, ведущими огонь из фаустпатронов. При отражении контратак врага истребил свыше 10 вражеских солдат.
Приказом по войскам 13-й армии от 11 июня 1945 года гвардии ефрейтор Ушаков Николай Никитович награждён орденом Славы 2-й степени.
В марте 1947 года был демобилизован. В 1949 году вступил в ВКП/КПСС. В 1951 году продолжил службу в армии, став слушателем военной академии.
Указом Президиума Верховного Совета СССР от 19 августа 1955 года в порядке перенаграждения Ушаков Николай Никитович награждён орденом Славы 1-й степени. Стал полным кавалером ордена Славы.
В 1955 году окончил Военно-медицинскую академию им. Кирова. В 1971 году подполковник медицинской службы Ушаков уволен в запас.
Жил в городе Санкт-Петербург. Работал врачом в городской поликлинике. Скончался 28 июня 2002 года. Похоронен на Богословском кладбище Санкт-Петербурга.
Награждён орденами Отечественной войны 1-й степени, Славы 3-х степеней, медалями.